# بيتر هاكر
بيتر هاكر (بالإنجليزية: Peter Hacker)‏ هو فيلسوف بريطاني من مواليد 15 تموز/يوليو 1939، والذي اشتهر بآرائه وأعماله الفلسفية في مجال فلسفة العقل وفلسفة اللغة.
كما عرف أيضاً بتفسيره وتأويله لأعمال لودفيغ فيتغنشتاين وانتقاده لمفهوم علم الأعصاب المعرفي.

## حياته
ولد بيتر هاكر في لندن سنة 1939 وتلقى تعليمه في الفلسفة والسياسة والاقتصاد في أكسفورد في كلية الملكة The Queen's College بين عامي 1960-1963 ثم اشتتغل بالتدريس والبحث العلمي في كلية سانت أنتوني St Antony's College بين عاميي 1963-1965. حاز هاكر على الدكتوراة في الفلسفة من كلية باليول Balliol College سنة 1966.